# El mariachi (telenovela)
El mariachi é uma telenovela mexicana, produzida pela Televisa e exibida em 1970 pelo El Canal de las Estrellas.

## Elenco
- Cuco Sánchez
- Guillermo Orea
- José Alonso
- Lilia Aragón
- Lupita Lara